# Atractosteus tropicus
Il luccio tropicale (Atractosteus tropicus Gill, 1863) è un pesce della famiglia dei Lepisosteidi. È la specie più meridionale dell'intera famiglia: esemplari ne sono stati finora scoperti nel bacino del fiume Usumacinta vicino alla costa orientale del Messico meridionale e nei fiumi, sfocianti nel Pacifico, della fascia compresa fra l'altopiano del Chiapas (Messico) e la Costa Rica, nonché negli immissari del lago di Nicaragua.

## Descrizione
Assai simile al luccio alligatore (si differenzia infatti soltanto nel numero delle serie longitudinali di scaglie), può raggiungere la lunghezza di 1,5 m (sebbene gli esemplari tenuti in cattività siano di dimensioni molto inferiori). Nel colore ricorda molto il luccio dal naso lungo, dal quale si differenzia per il muso più corto e più largo.

## Alimentazione
La dieta del luccio tropicale è composta prevalentemente da Ciclidi ed altri pesci.